# Rogers (Nebraska)
Rogers ist ein Dorf in Colfax County und liegt im Bundesstaat Nebraska in den Vereinigten Staaten. 2010 betrug die Einwohnerzahl 95.

## Geschichte
Rogers wurde nach einem Eisenbahnbeamten benannt.
Ein Postamt wurde 1883 in Rogers eröffnet, 1885 geschlossen, 1887 wieder geöffnet und 1988 endgültig geschlossen.

## Demographie
Bei der Volkszählung von 2010 gab es 95 Einwohner, 33 Haushalte und 24 Familien, die im Dorf wohnen. Das mittlere Alter im Dorf betrug 36,9 Jahre. 20 % der Einwohner waren unter 18 Jahre alt; 8,5 % waren im Alter von 18 und 24 Jahren; 33,7 % waren im Alter von 25 bis 44; 24,3 % waren im Alter von 45 bis 64; und 13,7 % waren 65 Jahre oder älter. Das Geschlechtsverhältnis des Dorfes berrug 52,6 % männlich und 47,4 % weiblich.

## Söhne und Töchter der Stadt
- Fred Wigington, Baseballspieler